# Goffredo I d'Angiò
Goffredo, detto Grisegonelle (grigio-mantello), in francese Geoffroy Ier (Gaufridus ou Gauzfredus) d'Anjou, dit Grisegonelle (938 circa – Marçon, 21 luglio 987), fu il terzo conte di Angiò dal 960 e conte di Chalon dal 979 fino alla sua morte.

## Origine
Secondo la Chronica de Gestis Consulum Andegavorum, Chroniques d'Anjou, era figlio del secondo Conte di Angiò, conte di Nantes e duca di Bretagna, Folco II il Buono e, secondo il Cartulaire de l'abbaye de Saint-Aubin d'Angers, Tome I, della sua prima moglie, Gerberga (patris mei Fulconis, matris quoque meæ Gerbergæ), di cui non si conoscono con certezza gli ascendenti (vi sono diverse ipotesi, una dice che era figlia del visconte di Vienne, discendente per parte di madre dal re di Provenza, Bosone; una seconda sostiene che era una Ugonide: Gerberga del Maine (ca. 913 - prima del 952, invece lo storico Maurice Chaume dice che era figlia di Goffredo, visconte d'Orléans e conte di Gâtinais). Secondo il Cartulaire de l'abbaye de Saint-Chaffre du Monastier et Chronique de Saint-Pierre du Puy', era il fratello di Adelaide d'Angiò, che ebbe cinque mariti.
Folco II il Buono, sempre secondo la Chronica de Gestis Consulum Andegavorum, Chroniques d'Anjou, era figlio del visconte d'Angers e di Tours, conte di Nantes e poi primo Conte di Angiò, Folco I il Rosso e della moglie, Rosalia di Loches, originaria della Turenna, che era figlia di Guarniero (Warnerius), signore di Loches e di altri due castelli, come ci confermano sia la Chronica de Gestis Consulum Andegavorum, Chroniques d'Anjou, la Historia Comitum Andegavorum, Chroniques d'Anjou e i Gesta Consulum Andegavensium.

## Biografia
Sempre secondo la Chronica de Gestis Consulum Andegavorum, Chroniques d'Anjou, Goffredo era succeduto a suo padre Folco II come Goffredo I Grisegonelle conte d'Angiò.
La morte di suo padre, Folco II il Buono, era avvenuta presumibilmente tra il 959 e il 960, perché in questa data Goffredo Grisegonelle, secondo il documento n° 1 della Histoire du comté du Maine pendant le X et le XI siècle, Pièces Justificatives 1, viene citato come conte d'Angiò.
Pur continuando una politica di appoggio ai re carolingi, Goffredo mantenne buoni rapporti anche coi Robertingi, duchi dei Franchi, da cui dipendeva la contea d'Angiò. Continuò la politica del padre e del nonno di difesa a occidente contro la contea di Nantes e una continua penetrazione sia nella Turenna, a est, conquistando alcuni avamposti, che nel Poitou a sud, dove tolse Mauges, Loudun e Mirebeau al duca d'Aquitania e conte di Poitiers, Guglielmo IV Braccio di Ferro.
Durante il suo governo fu dato impulso alla costruzione di diversi castelli e fortezze per migliorare la difesa della contea.
Il 19 giugno 966, Goffredo, secondo il Cartulaire de l'abbaye de Saint-Aubin d'Angers, Tome I, col consenso di suo fratello Guido, nominò l'abate del monastero di Saint-Aubin d'Angers, riservandosi il diritto di nominare anche i suoi successori.
Nel 974, Goffredo, secondo le Chronicæ sancti Albini Andegavensis, Chroniques des Eglises d'Anjou, presenziò assieme alla prima moglie, Adele, alla ordinazione del vescovo Rinaldo, mentre sempre in quell'anno, ancora secondo il Cartulaire de l'abbaye de Saint-Aubin d'Angers, Tome I, controfirmò una donazione della stessa Adele.
Dopo la morte del conte di Blois, Tebaldo I il Truffatore, i rapporti con i conti di Blois si guastarono, già col successore di Tebaldo, Oddone I di Blois.
Infatti, nel 981, per la successione alla contea di Nantes, Goffredo sosteneva Guérech di Bretagna contro il duca di Bretagna, Conan I di Bretagna, sostenuto da Oddone; lo scontro avvenne a Conquereuil, dove Conan fu sconfitto da Goffredo.
Con il secondo matrimonio, in quanto, la moglie, Adele di Borgogna era Contessa di Chalon del 979, Goffredo governò anche la contea di Chalon, a nome del conte titolare, il figliastro, Ugo I, come conferma la Histoire de Chalon-sur-Saône.
Nel marzo di quello stesso anno, secondo il Recueil des chartes de l'abbaye de Cluny, tome II, Goffredo fece una donazione congiuntamente alla seconda moglie, Adele.
Goffredo oltre a governare l'Angiò e la contea di Chalon, in Borgogna, aveva interessi in altre regioni, il Gâtinais (probabilmente per sua madre), il Vermandois (per la sua prima moglie), il Vexin (suo zio acquisito, il conte Gualtiero I), la Perche, la Linguadoca (suo cognato, Stefano di Brioude, visconte de Gévaudan) e l'Alvernia (suo fratello Guido († 994), vescovo di Puy-en-Velay).
Quando, nel 984, Guérech di Bretagna cercò di sottrarsi al suo controllo mantenendo un contatto diretto col re di Francia, Lotario IV, Goffredo lo catturò e lo tenne in prigione sino a che fece omaggio a Goffredo, riconoscendone la sovranità.
Dato che Lotario IV se ne ebbe a male, Goffredo si avvicinò allora a Ugo Capeto.
Goffredo morì nel 987, come riporta il Chronicon Sancti Michaelis in periculo maris, mentre la Chronica domni Rainaldi archidiaconi sancti Mauricii Andegavensis, Chroniques des Eglises d'Anjou precisa che morì il 21 luglio (XII Kalendis Augustis), all'assedio di Marçon (obsidio Marsonis), dove assediava un vassallo del conte di Blois, Oddone I. Secondo la Chronica de Gestis Consulum Andegavorum, Chroniques d'Anjou, Goffredo fu tumulato nella chiesa di Saint-Martin a Châteauneuf.
Nella contea di Angiò gli succedette il figlio, Folco Nerra, mentre la contea di Chalon, in Borgogna, andò al figliastro Ugo I, che ne era già conte titolare, mentre la vedova, Adele si era ritirata in convento, dove morì poco dopo Goffredo.

## Matrimoni e discendenza
Goffredo aveva sposato, nel 965 Adele (ca. 950 - † 974), figlia di Roberto di Vermandois, conte di Meaux e di Troyes, e d'Adeliaide (930/5- dopo l'agosto 967), figlia di Giselberto di Châlon e di Ermengarda, figlia di Riccardo di Autun e sorella di Ugo il Nero, come confermato dal Cartulaire de l'abbaye de Montiéramey.
Secondo la Chroniques des comtes d´Anjou et des seigneurs d´Amboise, Genealogiæ comitum Andegavensium, Adele, che discendeva da Roberto di Vermandois, che a sua volta discendeva da Erberto II di Vermandois, aveva generato Folco Nerra, che a sua volta generò Goffredo Martello.
Goffredo e Adelaide ebbero quattro figli:
- Folco Nerra (come dal documento n° XXII del Cartulaire noir de la cathédrale d'Anger[27] († 1040), conte d'Angiò
- Goffredo, ancora vivente nel 974[3]
- Ermengarda († 992), sposò Conan I di Bretagna conte de Rennes, poi duca di Bretagna[28]
- Gerberga († 992), sposò Guglielmo IV, conte d'Angoulême[29].

Goffredo, rimasto vedovo nel 974, si era risposato, in seconde nozze, nel 979, con la Contessa di Chalon, Adele di Borgogna († dopo il 989, che secondo il Recueil des chartes de l'abbaye de Cluny, tome II, in quell'anno, sottoscrisse un documento col marito, Goffredo), di cui non si conoscono con certezza gli ascendenti, che era vedova di Lamberto, conte di Chalon. Sugli ascendenti di Adelaide sono state fatte diverse ipotesi; che fosse:

la figlia (di cui non si conosce il nome) di Ugo il Nero di Borgogna

discendente (figlia o nipote) di Carlo Costantino di Vienne

sorella di Adele la prima moglie di Goffredo, quindi figlia di Roberto di Vermandois, conte di Meaux e di Troyes.

La teoria più accreditata è quella dello storico André Duchesne (1584-1640), considerato il padre della storiografia francese, che, nel suo Histoire généalogique de la maison de Vergy era la figlia del conte di Châlon, d'Autun, di Digione, di Beaune, di Vergy e d'Avalon, conte di Troyes e duca di Borgogna, Giselberto e di Ermengarda di Borgogna, quindi la zia di Adele, la prima moglie di Goffredo.
Da Adelaide, Goffredo ebbe un figlio:
- Maurizio († 1038 combattendo contro Gualtiero di Langeais), che da un documento del Recueil des chartes de l'abbaye de Cluny, tome III, risulta fratello di Ugo I (figlio di Adele di Borgogna e Lamberto di Digione)[27], mentre dal documento n° XXV del Cartulaire noir de la cathédrale d'Anger, risulta fratello di Folco Nerra (figlio di Adelaide e Goffredo, detto Grisegonelle)[33].

## Ascendenza
|                    |   |                     | Genitori |  |  | Nonni |  |  | Bisnonni |  |  | Trisnonni |  |
|                    |   |                     |          |  |  |       |  |  | Ingelger |  |  | Tertullo  |  |
|                    |   |                     |          |  |  |       |  |  | Ingelger |  |  | Tertullo  |  |
|                    |   | Petronilla          |          |  |  |       |  |  | Ingelger |  |  |           |  |
| Folco I d'Angiò    |   |                     |          |  |  |       |  |  | Ingelger |  |  |           |  |
|                    |   | Aelindis            | …        |  |  |       |  |  |          |  |  |           |  |
|                    |   | Aelindis            | …        |  |  |       |  |  |          |  |  |           |  |
|                    |   | Aelindis            | …        |  |  |       |  |  |          |  |  |           |  |
| Folco II d'Angiò   |   | Aelindis            |          |  |  |       |  |  |          |  |  |           |  |
|                    |   | Guarniero di Loches | …        |  |  |       |  |  |          |  |  |           |  |
|                    |   | Guarniero di Loches | …        |  |  |       |  |  |          |  |  |           |  |
|                    |   | Guarniero di Loches | …        |  |  |       |  |  |          |  |  |           |  |
| Rosalia di Loches  |   | Guarniero di Loches |          |  |  |       |  |  |          |  |  |           |  |
|                    |   | Adelaide di Châlon  | …        |  |  |       |  |  |          |  |  |           |  |
|                    |   | Adelaide di Châlon  | …        |  |  |       |  |  |          |  |  |           |  |
|                    |   | Adelaide di Châlon  | …        |  |  |       |  |  |          |  |  |           |  |
| Goffredo I d'Angiò |   | Adelaide di Châlon  |          |  |  |       |  |  |          |  |  |           |  |
|                    | … | …                   |          |  |  |       |  |  |          |  |  |           |  |
|                    | … | …                   |          |  |  |       |  |  |          |  |  |           |  |
|                    | … | …                   |          |  |  |       |  |  |          |  |  |           |  |
| …                  | … |                     |          |  |  |       |  |  |          |  |  |           |  |
|                    |   | …                   | …        |  |  |       |  |  |          |  |  |           |  |
|                    |   | …                   | …        |  |  |       |  |  |          |  |  |           |  |
|                    |   | …                   | …        |  |  |       |  |  |          |  |  |           |  |
| Gerberga           |   | …                   |          |  |  |       |  |  |          |  |  |           |  |
|                    |   | …                   | …        |  |  |       |  |  |          |  |  |           |  |
|                    |   | …                   | …        |  |  |       |  |  |          |  |  |           |  |
|                    |   | …                   | …        |  |  |       |  |  |          |  |  |           |  |
| …                  |   | …                   |          |  |  |       |  |  |          |  |  |           |  |
|                    |   | …                   | …        |  |  |       |  |  |          |  |  |           |  |
|                    |   | …                   | …        |  |  |       |  |  |          |  |  |           |  |
|                    |   | …                   | …        |  |  |       |  |  |          |  |  |           |  |
|                    |   | …                   |          |  |  |       |  |  |          |  |  |           |  |

### Fonti primarie
- (LA)  [(LA)  Bibliothèque de l'Ecole des Chartes, Tome XXX.
- (LA)  Chroniques des comtes d´Anjou par Marchegay et Salmon.
- (LA)  Cartulaire noir de la cathédrale d'Anger.
- (LA)  Rerum Gallicarum et Francicarum Scriptires, tomus IX.
- (LA)  Rerum Gallicarum et Francicarum Scriptires, tomus X.
- (LA)  Cartulaire de l'abbaye de Saint-Aubin d'Angers, tomus I.
- (LA)  Cartulaire de l'abbaye de Saint-Chaffre du Monastier et Chronique de Saint-Pierre du Puy.
- (LA)  Chronicæ sancti Albini Andegavensis, Chroniques des Eglises d'Anjou.
- (LA)  Ademarus Engolismensis Historiarum Libri Tres.
- (LA)  Recueil des chartes de l'abbaye de Cluny, tome II.
- (LA)  Recueil des chartes de l'abbaye de Cluny, tome III.
- (LA)  #ES Chroniques des comtes d´Anjou et des seigneurs d´Amboise.
- (LA)  Rodulfi Glabri Historiarum Libri Quinque.

### Letteratura storiografica
- Louis Halphen, "Francia: gli ultimi carolingi e l'ascesa di Ugo Capeto (888-987)", cap. XX, vol. II in Storia del Mondo Medievale, 1999, pp. 636–661.
- Allen Mawer, "I vichinghi", cap. XXIII, vol. II (L'espansione islamica e la nascita dell'Europa feudale) della Storia del Mondo Medievale, 1999, pp. 734–769.
- (LA)  Marchegay, P. e Salmon, A., Chroniques d'Anjou Tomo I.
- (LA)  Latouche, R. (1910) Histoire du comté du Maine pendant le X et le XI siècle.
- (FR)  Lobineau, G. A. (1707) Histoire de Bretagne (Paris), Tome I.
- (FR)  Histoire de Chalon-sur-Saône.
- (FR)  Histoire de Chalon-sur-Saône du VIIIème au XIIIème.
- (FR)  André Duchesne, Histoire généalogique de la maison de Vergy.